# HD 128311 c
HD 128311 c是一顆距離地球約54光年的太陽系外行星，位於牧夫座。該行星的軌道是橢圓形，距離母恆星1.76天文單位，質量下限是3.22倍木星質量。

## 外部連結
- . The Extrasolar Planets Encyclopaedia.   [2008-08-18]. （原始内容存档于2012-06-01）.
- . Extrasolar Visions.   [2008-08-18]. （原始内容存档于2010-10-07）.
- . Exoplanets.   [2008-08-18]. （原始内容存档于2008-05-14）.